# Squalius carolitertii
Squalius carolitertii е вид лъчеперка от семейство Шаранови (Cyprinidae). Видът не е застрашен от изчезване.

## Разпространение
Разпространен е в Испания и Португалия.

## Описание
На дължина достигат до 25 cm.